# Korzeniewo (Białoruś)
Korzeniewo (biał. Каранёва, Karaniowa; ros. Коренёво, Korieniowo) – chutor na Białorusi, w obwodzie brzeskim, w rejonie żabineckim, w sielsowiecie Krzywlany.